# Lennik
Lennik là một đô thị ở tỉnh Vlaams-Brabant. Đô thị này bao gồm các thị xã Sint-Kwintens-Lennik, Sint-Martens-Lennik, và Gaasbeek. Tại thời điểm ngày 1 tháng 1 năm 2006,, Lennik có tổng dân số 8.694 người. Tổng diện tích là 30,80 km² với mật độ dân số là 282 người trên mỗi km².

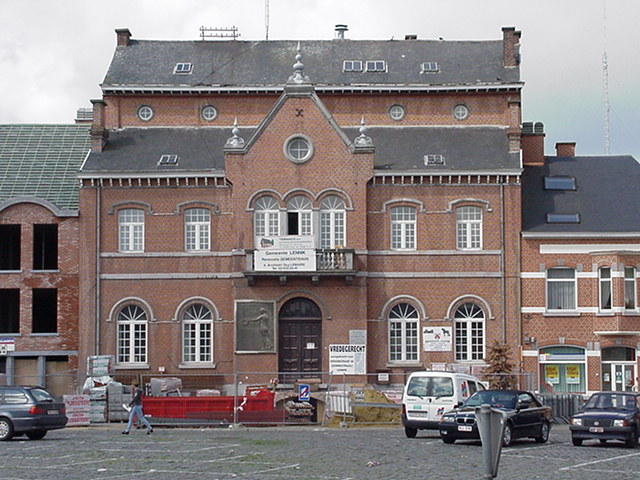
Toà thị chính Lennik